# Gayle Chongová Kwanová
Gayle Chongová Kwanová (nepřechýleně Gayle Chong Kwan; * 11. srpna 1973, Edinburgh) je britská umělkyně sídlící v Londýně, jejíž rozsáhlé fotografické, instalační a video práce byly mezinárodně vystavovány a publikovány. Je známá svými rozsáhlými mizanscénovými prostředími a fotografiemi, vytvořenými z odpadních produktů, nalezených materiálů a dokumentárních zdrojů, které jsou často umístěny ve veřejné sféře.

## Vzdělání
Chongová Kwanová je od roku 2012 výzkumnou kandidátkou výtvarného umění na univerzitě Royal College of Art v Londýně. Vystudovala politiku a moderní dějiny na Univerzitě v Manchesteru (1994), kde se specializovala na postkoloniální politiku v subsaharské Africe; magisterský titul v oboru komunikace, University of Stirling (1995); a titul BA Hons v oboru Krásných umění, Central Saint Martins College of Art and Design (2000).

## Ocenění
- Arts Council England International Fellow (2005)
- Pépinières Européennes pour Jeunes Artistes Award (2005)
- Cena za kolektivní fotografii Vauxhall (2008)
- Cena královské skotské akademie (2013)
- Refocus: cena Castlegate mima Photography Prize, Middlesbrough Institute of Modern Art (mima) a Stockton-on-Tees Borough Council (2013). Zakázka na výrobu ""Arripare"[3][4]
- 'Wandering Waste', Stills, Edinburgh a Deveron Arts, Huntly, Royal Scottish Academy Award (2014)
- FATHOM Award, Four Corners, Londýn (2014)[5]
- British Council / Arts Council England International Artist Award - 'Photography in the Public Realm New York' (2015)

## Osobní život
Chongová Kwanová se narodila v Edinburghu skotské matce a čínsko-mauricijskému otci. Žije se svými dvěma syny (narozenými v letech 2009 a 2015) v Leytonstone v Londýně.

## Galerie

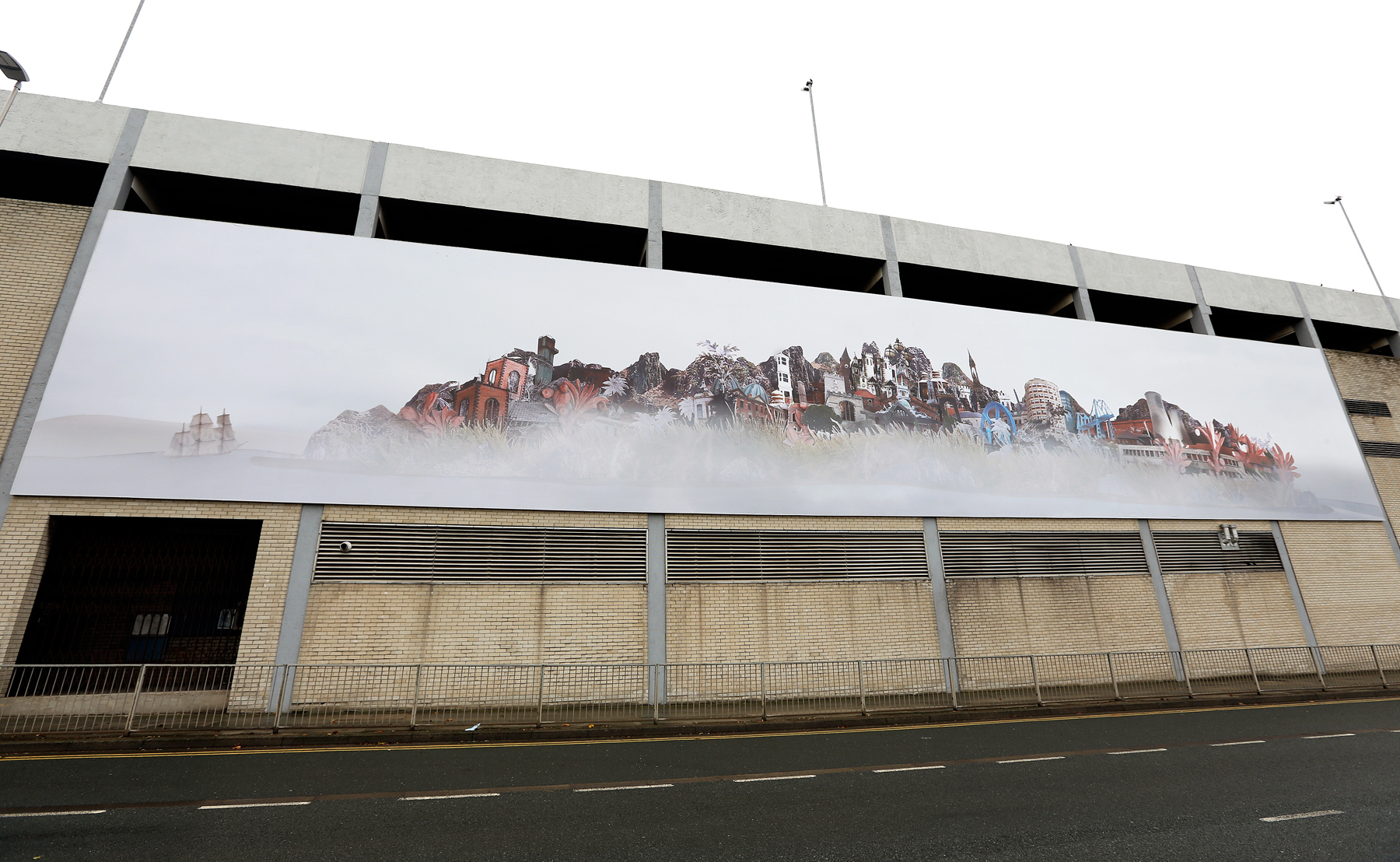
Arripare, 2013
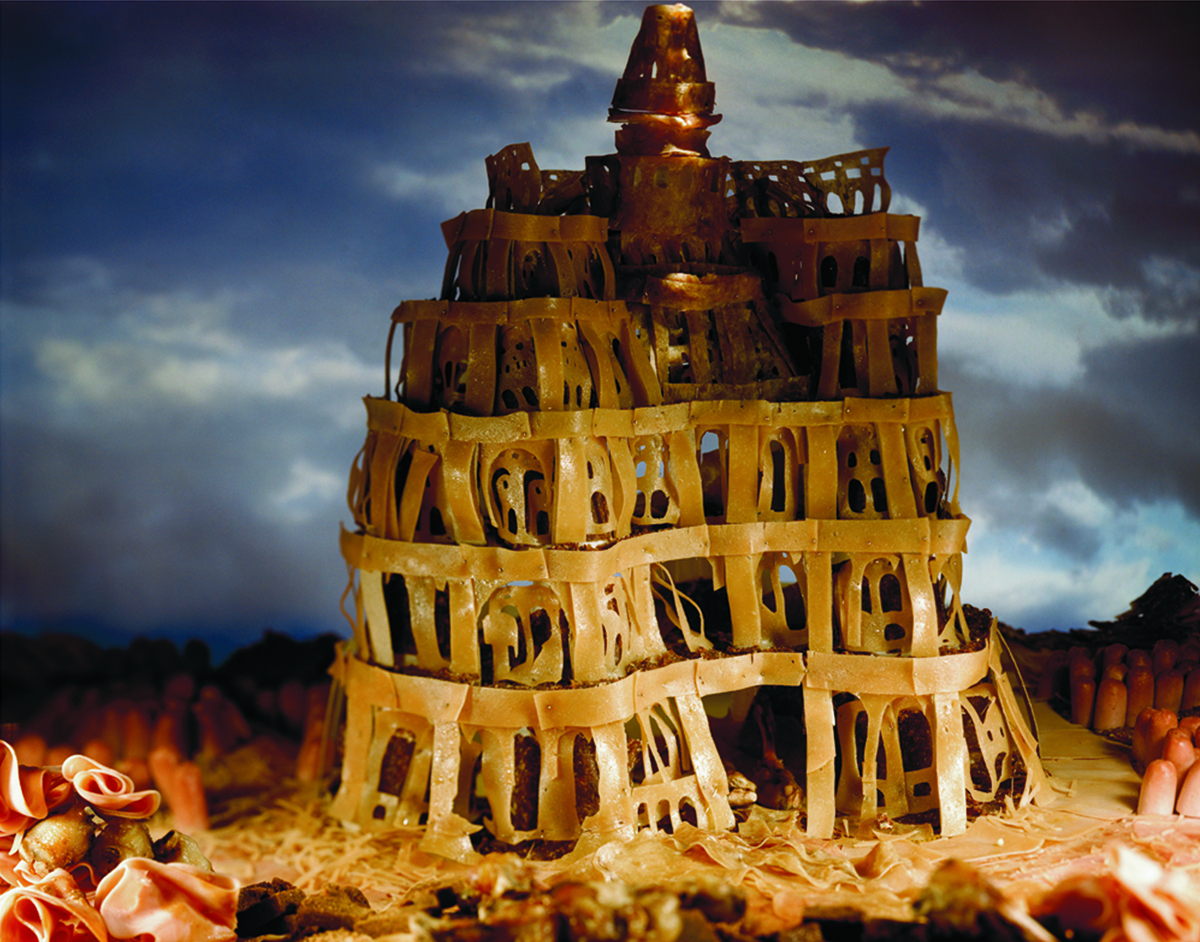
Babel, Cockaigne, 2004
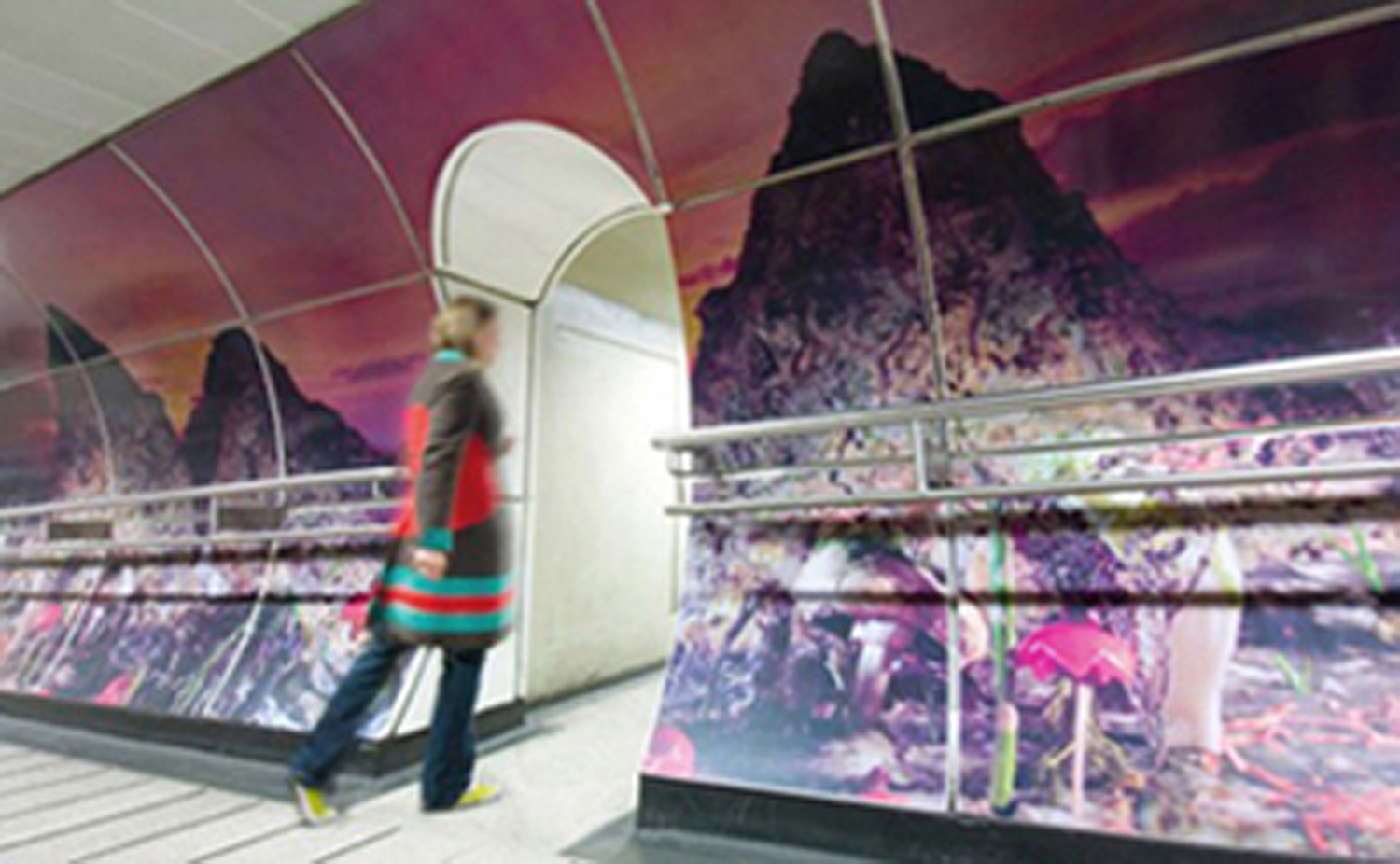
Core, 2007
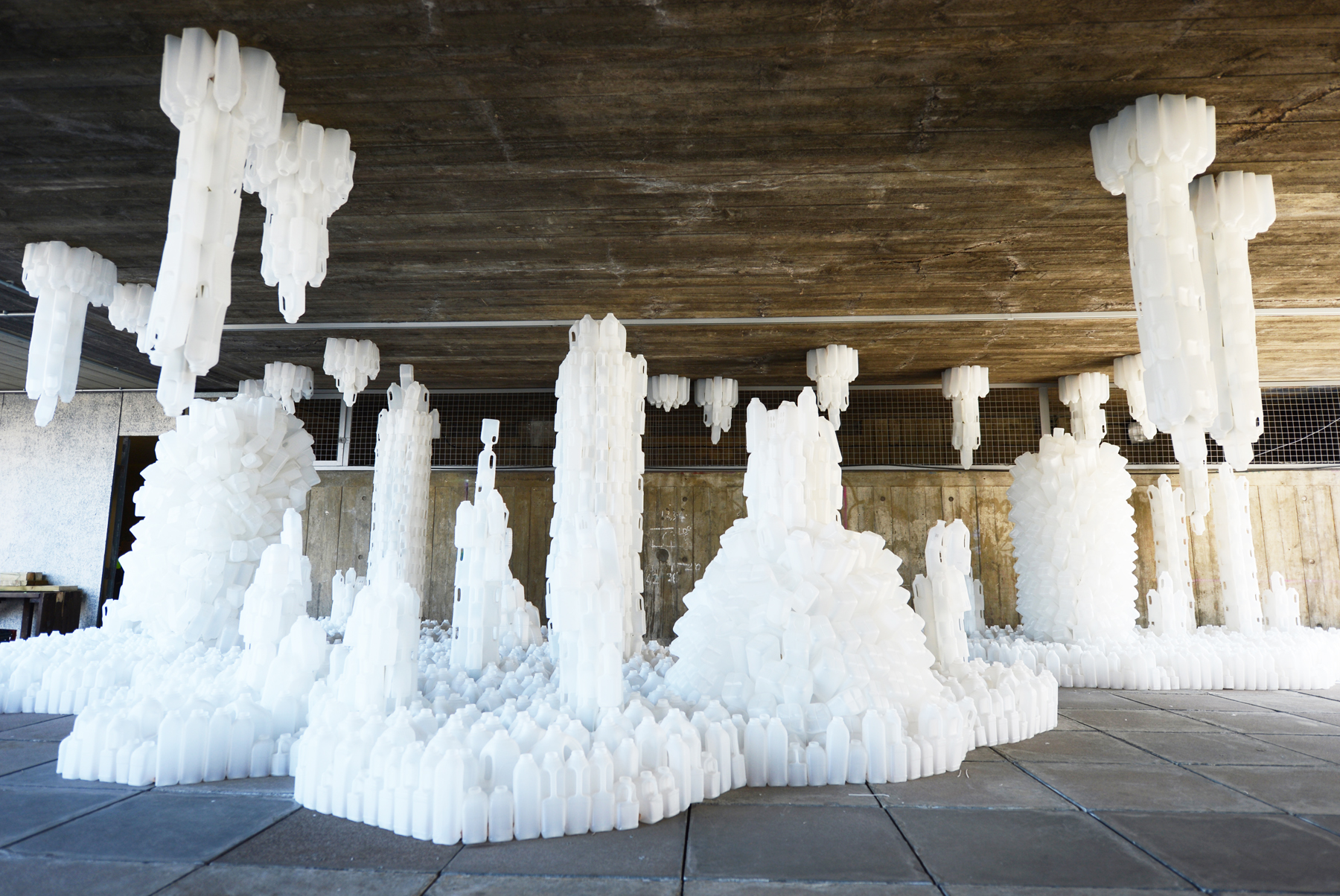
Wastescape
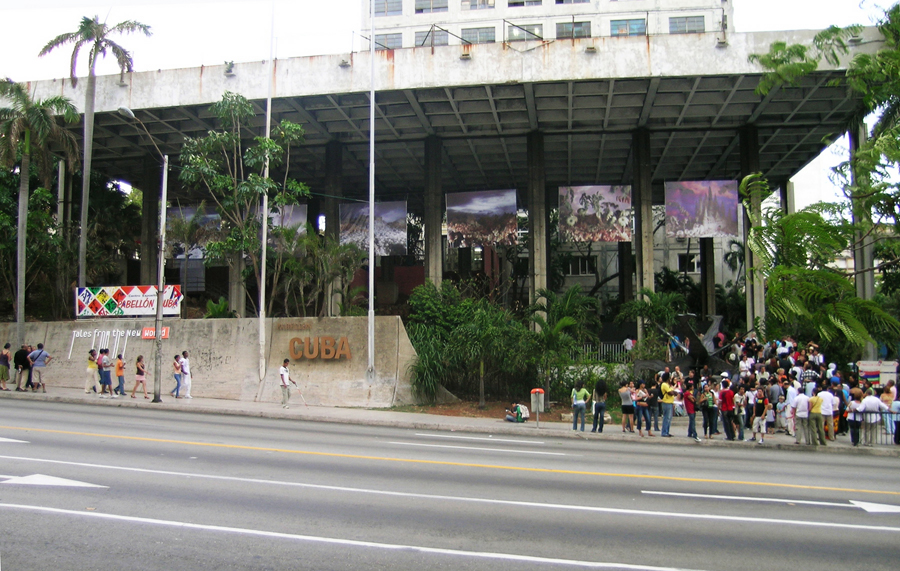
Cockaigne, 2004 (Havana Biennale 2009)
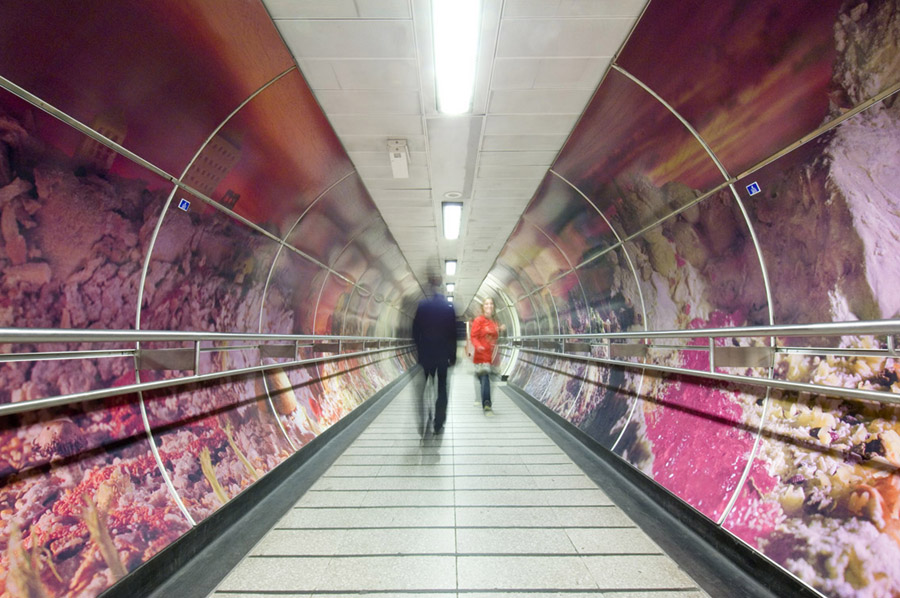
Core, Journey to the Centre of the Earth', 2007-9
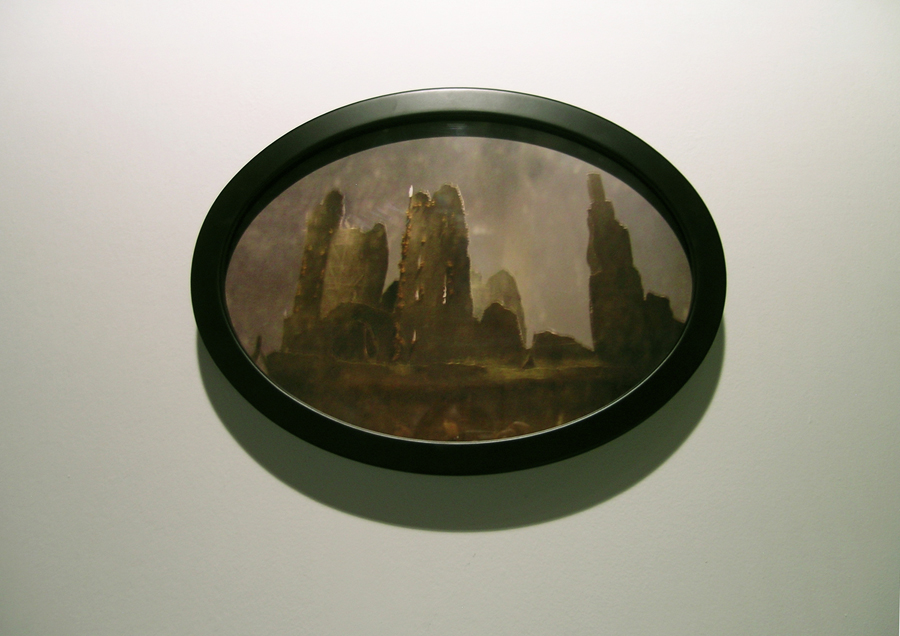
The Obsidian Isle, 2011
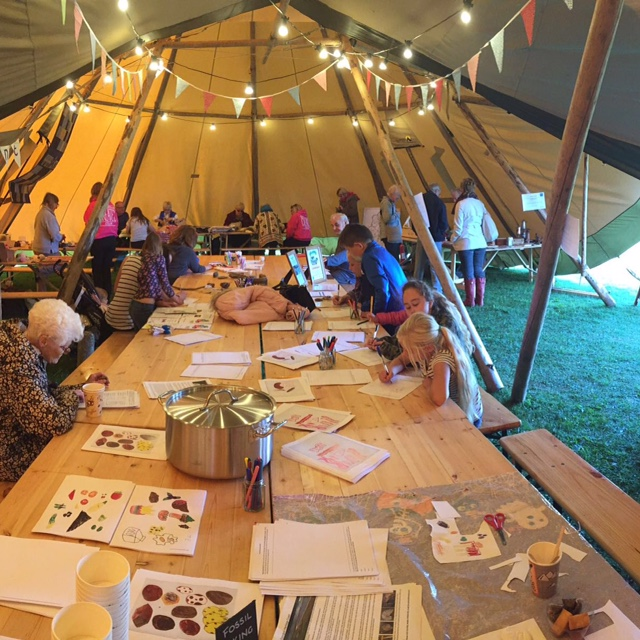
Pan Hag